# Cratere Tikhov (Marte)
Tikhov è un cratere sulla superficie di Marte.
Il cratere è dedicato all'astronomo sovietico Gavriil Adrianovič Tikhov.